# Elisa Sortini
Elisa Sortini, née le 17 mai 1984 à Morbegno, est une coureuse de fond italienne spécialisée en course en montagne. Elle a remporté trois titres de championne d'Italie.

## Biographie
Elisa Sortini fait ses débuts en compétition en course en montagne tardivement à l'âge de 30 ans. Elle réalise rapidement de bons résultatset profite du forfait de plusieurs de ses compatriotes pour décrocher sa place dans l'équipe nationale aux championnats d'Europe de course en montagne à Gap. Elle y termine 31e. Après cette première expérience sur la scène internationale, elle voit ses saisons suivantes ponctuées de blessures et de mauvais résultats. Elle se retire temporairement de la compétition pour se remettre en question.
Elle fait son retour sur le devant de la scène en 2018. Le 7 octobre, elle réalise une bonne course au kilomètre vertical Chiavenna-Lagùnc. Tandis que l'Autrichienne Andrea Mayr établit un nouveau record du parcours en 35 min 40 s, elle termine sur la troisième marche du podium derrière la Rwandaise Primitive Niyirora. L'épreuve comptant comme championnats d'Italie de kilomètre vertical, elle remporte le titre. Trois semaines plus tard, elle prend un bon départ au Trophée Vanoni, suivie seulement par l'Irlandaise Sarah McCormack. Elisa Sortini impose son rythme et parvient à larguer son adversaire pour remporter la victoire en solitaire.
Le 14 avril 2019, elle prend le départ de la course d'escaliers de la Tour Allianz à Milan. Alors que la favorite, l'Australienne Suzy Walsham file vers la victoire, Elisa Sortini réalise une excellente course et arrache la deuxième place à la Polonaise Katarzyna Kuźmińska pour deux secondes. La course comptant comme épreuve Vertical Sprint des championnats d'Italie de skyrunning, elle remporte le titre. Elle rejoint à nouveau l'équipe nationale aux championnats d'Europe de course en montagne à Zermatt. Elle y effectue une solide course et parvient à doubler l'Allemande Stefanie Doll un fin de course pour se classer cinquième et meilleure Italienne. Avec Valentina Belotti septième et Alessia Scaini dixième, elle remporte la médaille d'or au classement par équipes. Le 15 novembre, elle s'élance au départ des championnats du monde de course en montagne à Villa La Angostura. Elle s'y classe huitième et à nouveau meilleure Italienne.
Le 2 août 2020, elle prend le départ du Fletta Trail et s'empare des commandes de la course. Larguant peu à peu ses adversaires, elle s'offre la victoire en 1 h 41 min 38 s. Le 25 octobre, elle prend part aux championnats d'Italie de course de relais en montagne avec Valentina Belotti, dans le cadre du Trophée Vanoni. Prenant le premier relais, elle se retrouve à nouveau face à Sarah McCormack. Elle voit cette dernière creuser l'écart en tête. Prenant la main pour le deuxième relais, Valentina Belotti reprend les commandes de la course et permet au duo de s'imposer en 45 min 9 s. Avec leur victoire, les deux femmes remportent le titre national.

## Palmarès
| no  | féminin            | Course                                               | Longueur | Départ             | Temps           |
| --- | ------------------ | ---------------------------------------------------- | -------- | ------------------ | --------------- |
| 47e | Médaille de bronze | Trentapassi SkyRace                                  | 17 km    | 25 mai 2014        | 2 h 1 min 39 s  |
| 73e | Médaille d'argent  | Trentapassi SkyRace                                  | 17 km    | 8 mai 2016         | 2 h 9 min 20 s  |
| 28e | Médaille de bronze | Fletta Trail                                         | 21 km    | 5 août 2018        | 1 h 50 min 5 s  |
| 45e | Médaille de bronze | Kilomètre vertical Chiavenna-Lagùnc                  | 3,3 km   | 7 octobre 2018     | 38 min 56 s     |
| 1re | Médaille d'or      | Trophée Vanoni                                       | 5 km     | 28 octobre 2018    | 21 min 52 s     |
| 63e | Médaille d'argent  | Neirivue-Moléson                                     | 10,6 km  | 16 juin 2019       | 1 h 12 min 24 s |
| 5e  | 5e                 | Championnats d'Europe de course en montagne          | 10,1 km  | 7 juillet 2019     | 1 h 4 min 13 s  |
| 32e | Médaille d'argent  | Course du Snowdon                                    | 15,35 km | 20 juillet 2019    | 1 h 15 min 11 s |
| 33e | Médaille d'argent  | Fletta Trail                                         | 21 km    | 4 août 2019        | 1 h 45 min 34 s |
| 8e  | 8e                 | Championnats du monde de course en montagne          | 14,7 km  | 15 novembre 2019   | 1 h 18 min 57 s |
| 33e | Médaille d'or      | Fletta Trail                                         | 21 km    | 2 août 2020        | 1 h 41 min 38 s |
| 3e  | Médaille de bronze | Mémorial Partigiani Stellina                         | 11 km    | 23 août 2020       | 1 h 16 min 5 s  |
| 28e | Médaille de bronze | Drei Zinnen Alpine Run                               | 15,2 km  | 14 septembre 2020  | 1 h 41 min 15 s |
| 50e | Médaille de bronze | Trophée Nasego                                       | 20,6 km  | 4 octobre 2020     | 1 h 54 min 34 s |
| 58e | Médaille de bronze | Kilomètre vertical Chiavenna-Lagùnc                  | 3,3 km   | 11 octobre 2020    | 40 min 3 s      |
| 19e | Médaille d'argent  | Rosetta SkyRace                                      | 22 km    | 4 septembre 2022   | 2 h 42 min 29 s |
| 33e | Médaille de bronze | Kilomètre vertical Chiavenna-Lagùnc                  | 3,3 km   | 8 octobre 2022     | 39 min 0 s      |
| 2e  | Médaille d'argent  | Trophée Vanoni                                       | 5 km     | 23 octobre 2022    | 21 min 32 s     |
| 7e  | 7e                 | Championnats du monde de course en montagne - Montée | 8,5 km   | 4 novembre 2022    | 58 min 42 s     |
| 46e | Médaille de bronze | Kilomètre vertical Chiavenna-Lagùnc                  | 3,3 km   | 7 octobre 2023     | 42 min 41 s     |
| 28e | Médaille d'argent  | Rosetta SkyRace                                      | 22,4 km  | 1er septembre 2024 | 2 h 55 min 9 s  |
| 19e | Médaille d'or      | Half SkyMarathon Sentiero 4 Luglio                   | 22,7 km  | 5 juillet 2025     | 2 h 34 min 43 s |

## Records
| Épreuve       | Performance     | Date          | Lieu     |
| ------------- | --------------- | ------------- | -------- |
| 10 kilomètres | 37 min 25 s     | 25 avril 2019 | Morbegno |
| Semi-marathon | 1 h 20 min 18 s | 24 mars 2019  | Milan    |